# Kióni
Kióni är en ort i Grekland.   Den ligger i prefekturen Nomós Kefallinías och regionen Joniska öarna, i den sydvästra delen av landet, 270 km väster om huvudstaden Aten. Kióni ligger 1 meter över havet och antalet invånare är 300. Den ligger på ön Ithaka.
Terrängen runt Kióni är kuperad åt sydväst, men österut är den platt. Havet är nära Kióni åt nordost.  Närmaste större samhälle är Itháki, 9,7 km söder om Kióni. 